# شخصیت قابل بازی

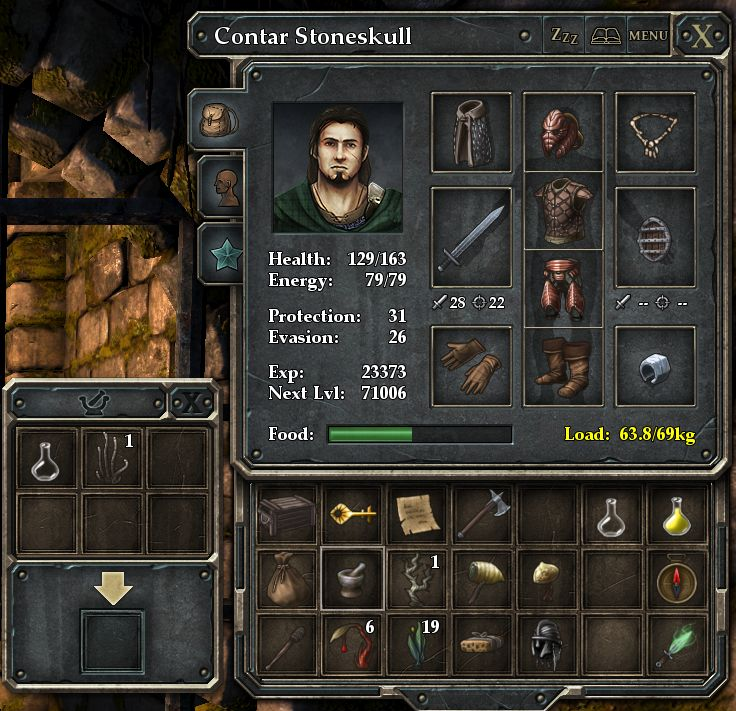
یک شخصیت قابل بازی در بازی ویدیویی افسانه گریموک و نمایش قابلیت‌های فرعی اکتسابی برای این شخصیت

شخصیت قابل بازی (انگلیسی: Player character) یک شخصیت (کارکتر) خیالی در یک بازی ویدئویی است که اعمال آن توسط یک بازیکن کنترل می‌شود. بر همین قیاس، آن دسته از شخصیت‌هایی که توسط یک بازیکن کنترل نمی‌شوند، شخصیت غیرقابل‌بازی نامیده می‌شوند که اعمال آنها معمولاً توسط الگوریتم‌های از پیش‌تعریف شده خود بازی کنترل می‌شود که گاهی تحت عنوان هوش مصنوعی از آن یاد می‌شود. شخصیت قابل بازی می‌تواند به عنوان یک پیکرهٔ تخیلیِ جایگزین برای بازیکن بدل شود.